# 3500
3500 è un singolo del rapper statunitense Travis Scott, il primo estratto dal suo album di debutto Rodeo, pubblicato l'8 giugno 2015 per le etichette discografiche Grand Hustle Records ed Epic Records. Il singolo, prodotto da Metro Boomin, Zaytoven, Mike Dean, Mano ed Allen Ritter, presenta le collaborazioni di Future e di 2 Chainz.

## Antefatti
Il 5 giugno 2015 Travis Scott annunciò il titolo del singolo, gli artisti ospiti e pubblicò sul suo account Instagram la copertina del singolo.

## Performance commerciale
3500 debuttò alla posizione numero 82 della Billboard Hot 100, vendendo 43 000 copie nella sua prima settimana dalla pubblicazione. L'11 gennaio 2017 il singolo è stato certificato disco d'oro dalla RIAA, per aver superato le 500 000 copie vendute.

## Tracce
1. 3500 (feat. Future & 2 Chainz) – 7:41 (testo: Jacques Webster, Nayvadius Wilburn, Tauheed Epps – musica: Metro Boomin, Zaytoven, Mike Dean, Mano, Allen Ritter)

## Classifiche
Classifiche settimanali
| Classifica (2015)         | Posizione massima |
| ------------------------- | ----------------- |
| Stati Uniti               | 82                |
| Stati Uniti (R&B/Hip-Hop) | 25                |